# Thomas Wroughton
Thomas Wroughton (zm. 1787) – brytyjski dyplomata, członek loży wolnomularskiej Cnotliwy Sarmata w 1769 roku.
W latach 1763–1778 był rezydentem i posłem nadzwyczajnym  Wielkiej Brytanii w Polsce, potem zaś w latach 1778-1787 pełnił funkcję ambasadora zwyczajnego w Szwecji. 
Jako poseł brytyjski w Warszawie Wroughton realizował w zasadzie politykę, jaką układał najważniejszy „wschodni” dyplomata brytyjski George Macartney, 1. hrabia Macartney, ambasador Wielkiej Brytanii w Petersburgu. Polacy (zwłaszcza Stanisław August Poniatowski, Czartoryscy i polski ambasador w Londynie Tadeusz Burzyński) nie rozumieli tego, jak bardzo miał on związane ręce i czynili sobie złudne nadzieje co do współpracy polsko-brytyjskiej. Wiadomości zebrane przez Wroughtona publikował w Londynie Nathaniel William Wraxall.
Gdy w 1769 roku Czartoryscy liczyli na brytyjską pomoc, Wroughton wystąpił z propozycją mediacji między nimi, królem a Rosją. By mu ułatwić wykonanie takiego zadania brytyjskie ministerium awansowała Wroughtona z rezydenta na posła nadzwyczajnego. Mediacja nie została przyjęta przez Polaków. Jednocześnie w Londynie Tadeusz Burzyński nie uzyskał niczego, a brytyjski sekretarz stanu William Henry Rotheford poinformował go, że w interesie Wielkiej Brytanii jest dobrze żyć z Rosją i dążyć do uspokojenia sytuacji w Polsce w porozumieniu z nią.
Jako ambasador w Szwecji dbał przede wszystkim, by Szwedzi nie naruszali blokady morskiej Francji. 20 listopada 1778 roku Wroughton przekazał do Londynu protest króla Szwecji Gustawa III przeciw zagarnianiu przez brytyjską flotę blokującą Francję, szwedzkich statków handlowych.
Zmarł w 1787 roku w Maastricht odbywając Grand Tour.